# Dragó vermell
El dragó vermell o la guineu vermella (Synchiropus phaeton) és una espècie de peix de la família dels cal·lionímids i de l'ordre dels perciformes.

## Morfologia
Cos allargat, subcilíndric, amb la part anterior i el cap aplanats. Els ulls, situats a la part superior del cap, són molt grossos i l'espai interorbitari és molt reduït. Els llavis són carnosos, el superior prominent. L'esperó preopercular té únicament dues puntes. La primera aleta dorsal té 4 radis simples; la segona en té 8 o 9, tots bífids. L'aleta anal té 8 o 9 radis simples. En els mascles són filamentosos els extrems del darrer radi de la segona dorsal i de l'anal i els radis centrals de la caudal. En els adults no hi ha una membrana que uneixi el darrer radi de la primera aleta dorsal amb la superfície del dors. Cos de color gris rosaci o taronjat, clapejat de nombroses taquetes brunes. La membrana entre els radis tercer i quart de la primera aleta dorsal té una característica taca negra. Sobre el marge de l'aleta anal hi ha una franja negrosa, també present en el marge inferior de la caudal. La llargada màxima dels mascles és de 18 cm, de 12 cm la de les femelles (els valors habituals són de 10 a 14 cm i de 6 a 10 cm, respectivament).

## Reproducció
Els ous i les larves són pelàgics.

## Alimentació
Menja petits invertebrats del fons marí, principalment cucs, caragols i crustacis.

## Depredadors
A les Illes Açores és depredat per Conger conger.

## Hàbitat i distribució geogràfica
És un peix marí, de clima subtropical i demersal que viu entre 80-848 m de fondària sobre fons sorrencs o fangosos. Es troba a l'Atlàntic (des de Portugal -incloent-hi les Illes Açores i Madeira- fins a la part meridional del golf de Guinea -incloent-hi el Gabon-) i la Mediterrània septentrional des de Gibraltar a Israel (llevat de la part nord de les mars Egea i Adriàtica).

## Observacions
És territorial i els mascles són agressius els uns amb els altres, però inofensius per als humans.